# Jojogan (Kejajar)
Jojogan is een bestuurslaag in het regentschap Wonosobo van de provincie Midden-Java, Indonesië. Jojogan telt 1342 inwoners (volkstelling 2010).